# Davian Clarke
Davian Clarke (Parroquia de Saint Catherine, Jamaica, 30 de abril de 1976) es un atleta jamaicano, especialista en la prueba de relevos 4 × 400 m, en la que ha logrado ser medallista de bronce mundial en 2005.

## Carrera deportiva
En el Mundial de Helsinki 2005 ganó la medalla de bronce en los relevos 4 × 400 metros, con un tiempo de 2:58.07 segundos, tras los estadounidenses y bahameños, siendo sus compañeros de equipo: Brandon Simpson, Lansford Spence y Sanjay Ayre.